# Google-Play-Dienste
Die Google-Play-Dienste (englisch Google Play Services) sind ein Bündel an proprietären Hintergrunddiensten und Anwendungsschnittstellen (APIs) für Android-Geräte, entwickelt und bereitgestellt von Google. Bei der Erstvorstellung im Jahr 2012 boten die Play-Dienste Zugang zu den Google+-APIs und OAuth 2.0. Seitdem hat sich das Spektrum der verfügbaren Google-Dienste stark erweitert.

## Funktionalität
„Google Play Game“-Dienste können benutzt werden, um soziale Interaktion mit anderen Mitspielern zu ermöglichen, unter anderem mit Punktetabellen, Achievements und Multiplayer-Funktionalität. Das maximal zu erreichende Level wurde in der App-Version v.5.10 von 50 auf 99 abgehoben. Version v.5.10 war ab dem 10. Juli 2018 verfügbar. Die API „Saved Games“ kann verwendet werden um gespeicherte Spielstände über Googles Cloud-Infrastruktur zu synchronisieren. Die Location-APIs abstrahieren die verwendete Ortungstechnologie weg und bieten Geofencing-APIs zum Auslösen bestimmter Aktionen beim Betreten oder Verlassen spezifischer geographischer Gebiete. Außerdem kann auch der „Fused Location Provider“ adressiert werden, um mit weniger Akkuverbrauch geortet zu werden. Zusätzlich kann Aktivitätserkennung benutzt werden, um zu erkennen, welche Aktivität die Nutzer gerade ausüben (z. B. Fahrradfahren, Laufen usw.).
Die API „Google Maps Android“ erlaubt das native Einbinden von Google Maps oder Street View in Applikationen, mit optionalen Overlays oder eigenen Markierungen. Die API „Google Drive Android“ gibt Zugang zu Google Drive als Speichermedium, mit Werkzeugen zum Suchen und Manipulieren von Dateien und Dokumenten. Die API „Google Cast Android“ fügt Streaming-Funktionalität via Chromecast zu Apps hinzu, mit Helferfunktionen für übliche Audio-, Video- und Bildformate.
„Google Mobile Ads“ integriert Werbung in Apps und erlaubt die Monetarisierung durch Googles Werbenetzwerk, mit Zugang auf Googles Targeting-Werkzeuge. Google Wallet Instant Buy erlaubt das Einkaufen über Google Wallet, was den Kaufprozess vereinfachen soll. Die Google-Play-Dienste enthalten auch noch weitere Schnittstellen wie z. B. die Google Fit, Authentifizierungsmethoden für das Google-Benutzerkonto und Google Analytics. Die Google-Play-Dienste werden von nahezu allen Google-Apps verwendet, und haben erhöhte System-Zugriffsberechtigungen, um interne Features anzubieten.
„Google Play Protect“ ist eine Sammlung von Googles Android Sicherheitssystemen.

## Update
Die Google-Play-Dienste erhalten automatisch über Google Play Updates, auf Geräten mit einer Android-Version 4.4 oder neuer. Das bedeutet Google kann schnelle, unbemerkbare Versionsupdates auf allen unterstützten Geräten machen, ohne dass Gerätehersteller die Android-Firmware selbst anpassen müssen. Das umgeht die bekannte Android-Fragmentierung.

## Kritik an den Überwachungsfähigkeiten
Standardmäßig werden regelmäßig der Standort sowie weitere private Daten des Mobiltelefons an Google gesendet. Dabei werden detaillierte Tagesprotokolle angelegt, die über Jahre zurückreichen können.
Das Android Open Source Project (AOSP) wurde im Jahr 2007 angekündigt und diente als Grundlage für alle OEMs und Android-Custom-ROMs. Verschiedene Apps aus AOSP wurden eingestellt und stattdessen von Google als proprietäre Apps neu veröffentlicht. Es gibt mittlerweile eine Vielzahl von Applikationen, die nur noch mit den Google-Play-Diensten funktionieren (darunter natürlich die Apps von Google selbst, wie Gmail, YouTube und Google Maps).
Jede Organisation, die die Google-Play-Dienste auf ihren Geräten oder in ihrer Software ausliefern möchte, muss eine Lizenz von Google erwerben, welche oft zu einem Vertrag führt, der sie an Googles Android bindet. Zusätzlich werden Nutzer, die keinen solchen Vertrag eingehen können oder wollen, aber trotzdem interessiert in der Modifikation des Android-Systems sind, dazu gezwungen, auf die Apps, die diese Dienste voraussetzen, zu verzichten oder das Google-Apps-Paket aus inoffiziellen Quellen zu installieren.
Da es sich um proprietäre Software handelt, ist der Quellcode nicht einsehbar, wodurch nicht nachzuvollziehen ist, was die Google Play Dienste genau machen. Die Google-Play-Dienste aktualisieren sich automatisch und ohne Nutzerinteraktion bzw. seiner Zustimmung. Dies geschieht auch auf Smartphones, welche vom Hersteller nicht mehr mit System- oder Sicherheitsupdates versorgt werden.

## Alternativen
Es gibt Android-Custom-ROMs, die ohne Google-Play-Dienste angeboten werden, wie beispielsweise LineageOS, iodéOS oder GrapheneOS. Ziel ist, mehr Kontrolle darüber zu erhalten, welche Daten an Google gesendet werden und auch, um die benötigten Ressourcen (Batterie, Speicherplatz) zu reduzieren. Neben dem Betrieb von Android ohne Google Play Dienste gibt es ebenfalls die Möglichkeit, alternative Dienste zu installieren, welche die Funktionalität ganz oder teilweise nachahmen. Dabei wird den Applikationen vorgetäuscht, dass die Dienste installiert sind mithilfe des opensource Projekts microG. Mit LineageOS for microG existiert ebenfalls eine Variante von LineageOS, bei der microG sowie verschiedene andere quelloffene Software bereits vorinstalliert sind. GrapheneOS wird standardmäßig ohne Google-Play-Dienste ausgeliefert. Bei Bedarf kann jedoch eine spezielle Version namens Sandboxed Google Play über den GrapheneOS App-Store installiert werden.